# Oleksapil, Bilokurakîne
Oleksapil (în ucraineană Олексапіль) este un sat în așezarea urbană Lozno-Oleksandrivka din raionul Bilokurakîne, regiunea Luhansk, Ucraina.

## Demografie
Componența lingvistică a localității Oleksapil
     Ucraineană (89,69%)
     Rusă (10,31%)
Conform recensământului din 2001, majoritatea populației localității Oleksapil era vorbitoare de ucraineană (89,69%), existând în minoritate și vorbitori de rusă (10,31%).